# Лампедо

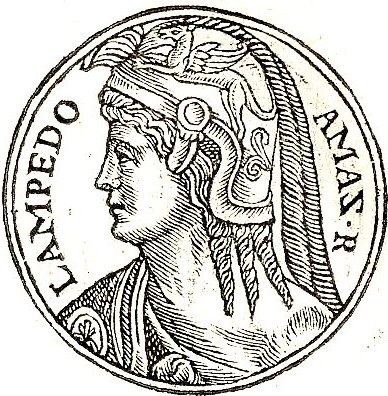
Лампедо зі збірки гравюр Гійома Руйє "Promptuarii Iconum Insigniorum"

Лампедо, або Лампето (грец. Λαμπετώ у перекладі — «палаючий смолоскип») — одна з цариць амазонок, яка згадується в римській історіографії. Вона правила спільно зі своєю сестрою Марпесією. Сестри називали себе дочками Марса, щоб вселити жах у своїх ворогів і показати себе неймовірними войовницями, яких варто побоюватися. Значення імені Лампедо пов'язано з традиційними на молодика смолоскипними ходами на честь богині полювання Артеміди

## Історія амазонок
Історія виникнення і розвитку народу амазонок була записана Ефором Кимським, давньогрецьким автором, який жив у IV столітті до н. е. Згідно з його розповіддю, аристократична кліка вигнала зі Скіфії чоловіків королівської крові Сілісія (Sylisios) та Сколопіка (Scolopicus). Врешті-решт, вони зі своїм військом дісталися до річки Терме в Каппадокії і захопили землі сирійського народу. Там вони займалися нескінченними грабунками та насильством, наводячи жах на місцевих мешканців. Більшість чоловіків, що проживала в регіоні, була ними знищена. Вдови, що залишилися, були в жалюгідному стані. Об'єднавшись в одне плем'я з рештою молодих чоловіків, вони знищили ворога і продовжили вести війни проти сусідніх країн. Потім, зібравшись, вони вирішили вбити чоловіків, що залишилися після різанини, розв'язаної скіфами, щоб не складалося враження, що доля якось по-особливому поставилася до тих нечисленних жінок, чиї чоловіки пережили криваву м'ясорубку.
Після цього вони уклали мир зі своїми ворогами. Щоб продовжувати рід і забезпечувати спадкоємність, у тому числі і королівської влади, вони вступали у близькі стосунки з чоловіками з сусідніх областей, а коли дізнавалися, що вагітні, поверталися на батьківщину. Народжених немовлят чоловічої статі негайно вбивали, а дівчатка виховувалися ретельно, щоб стати видатними войовницями. Праву грудь молодих дівчат обв'язували або видаляли, щоб не заважала їм бути вправними лучницями. Ліва грудь залишалася незайманою для годування майбутніх дітей. До речі, етимологія слова «амазонка» якраз відповідає такому опису, оскільки в перекладі з грецького αμαζός означає «безгруда».
Дещо іншої думки про походження народу амазонок дотримувався готський (за іншою версією, скіфський) історик Йордан, що жив у IV столітті. У своїй праці «Про походження і діяння гетів» він розповідає, що після смерті готського короля Танаузіса військо при його наступниках здійснювало походи до інших країн. У свою чергу, сусідні племена, скориставшись тимчасовою відсутністю у королівстві готів чоловіків, намагалися захопити готських жінок. Ті, щоб уникнути полону і насильства, обрали своїми очільницями двох хоробрих жінок — Лампедо (або Лампето) і Марпесію, озброїлися і дали гідну відсіч сусідам. Пізніше Лампедо залишилася охороняти свої володіння, а Марпесія пішла далі, повела своє військо в Азію, підкорила багато племен, з деякими уклала мир і, зрештою, дійшла до Кавказу

## Подвиги Лампедо
За іншою версією, Лампедо разом із двома іншими царицями, сестрою Марпесією і легендарною царицею амазонок із грецьких міфів Іпполітою, завоювала велику частину Малої Азії і Сирії, заснувала міста Ефес, Смірну, Кирену, Сіноп і деякі інші. В Ефесі під буком вони поставили статую Артеміди. Біля неї Іпполіта здійснювала жертвопринесення, після чого її супутниці виконували спочатку танець щита, потім танець вихору, трясучи сагайдаками і граційно пересуваючись під акомпанемент дудок. Пізніше навколо цієї статуї був зведений храм Артеміди, який перевершував храм Аполлона в Дельфах. Дві річки оточували його, обидві називалися Селенос і текли у протилежних напрямках.
За легендою, під час тієї експедиції амазонки підкорили Трою. Пріам, останній троянський цар, у ті часи був ще дитиною. Деякі війська амазонок повернулися на батьківщину з багатою здобиччю, інші залишилися для зміцнення своєї влади в Малій Азії
Римський історик Юстин, який жив у II столітті, описував сестер Лампедо і Марпесію як двох незрівнянних войовниць, які правили разом, розділивши війська на дві армії. За його словами, був спеціально створений і проповідувався міф про те, що вони є доньками Ареса (у римській міфології — Марса), щоб прославляти їх войовничий характер. Він стверджував, що після завоювання більшої частини Європи вони також завоювали деякі міста в Азії. Ось як описує подвиги Лампедо та її бойових подруг Йордан:
«Вони з однаковим успіхом підкорили Вірменію, Сирію й Кілікію, Галатію, Пісідію та всі області Азії. Звернувши потім у бік Іонії з Еолією, зробили їх підлеглими собі по договору з провінціями. Тривалий час царюючи там, они назвали своїми іменами і міста, і укріплення. А в Ефесі, розтративши великі багатства, вони звели храм дивної краси на честь Діани по причині пристрасті своєї до стрільби та полювання, позаяк цим мистецтвам вони віддавались. Таким ось чином жінки родом із Скіфії заволоділи царствами Азії, які й тримали майже сто років; нарешті повернулись вони до своїх подруг у Марнейські скелі, про які ми згадували вище, тобто в гори Кавказу».

 Італійський письменник Джованні Боккаччо у своєму моралізаторському трактаті «Про знаменитих жінок» (1361—1375), у якому він навів понад сто біографій міфічних, давніх і середньовічних жінок, присвятив окремі розділи Лампедо і Марпесії.